# Богородська єпархія УПЦ КП
Богородська єпархія — єпархія Української Православної Церкви Київського Патріархату, що охоплює Московську область Російської Федерації. Єпархіальний центр — Ногінськ. Правлячий архієрей — митрополит Адріан (Старина).

## Історія єпархії
Православ'я на території теперішньої Московської області зародилося ще за часів Київської Русі. 1461 року було проголошено автокефалію Московської митрополії, яка поширилася на всі північно-східні землі колишньої Київської Русі. А згодом і на всю її територію. Після проголошення незалежності України було утворено Українську Православну Церкву Київського Патріархату, що має єпархії не тільки в Україні, а й за її межами. Богородську єпархію було створено наприкінці 1993 року після переходу до її юрисдикції Богоявленського собору м. Ногінська. Та керівництво РПЦ було невдоволене тим, що один з найгарніших соборів міста перебуває у підпорядкуванні Київського Патріархату. Почалися численні судові позови. Спочатку община вигравала суди. Та в 1997 році, після так званого "Ногінського погрому" (штурму храму органами правопорядку), собор було передано під юрисдикцію Російської Православної Церкви. Вірянам УПЦ-КП було виділено іншу будівлю, в якій відключили електрику, газ, воду. Лише після втручання іноземних журналістів ситуацію було поліпшено. До будівлі храму підвели усі комунікації.

## Сьогодення єпархії
Взагалі єпархії УПЦ-КП на теренах Росії перебувають у скрутному становищі. Місцева влада або відмовляє у реєстрації, або відмовляє у ділянці на будівництво чи приміщенні. Формально парафії є навіть у Москві, але приміщень, де б ці парафії розміщувалися, немає. На території Богородської єпархії діють: 5 парафій, жіночий монастир, духовна семінарія.

## Парафії єпархії
- Свято-Троїцький храм, Московська область, м. Ногінськ, вул. Жарова, 18.
- Домовий храм на честь святого великомученика і цілителя Пантелеймона, м. Москва, Коломенський проїзд, 4 (при міській клінічній лікарні №7), настоятель о. Євгеній Удалой.